# Mal Whitfield
Malvin ("Mal") Greston Whitfield (11. října 1924 Bay City – 18. listopadu 2015 Washington, D.C.) byl americký atlet, běžec na 400 a 800 metrů, trojnásobný olympijský vítěz.
Specializoval se na běh na 400 a 800 metrů. Během olympiády v Londýně v roce 1948 zvítězil v běhu na 800 metrů a byl také členem vítězné štafety USA na 4 × 400 metrů. Další, tentokrát bronzovou, medaili vybojoval v běhu na 400 metrů. O čtyři roky později na olympiádě v Helsinkách v roce 1952 obhájil vítězství v běhu na 800 metrů, ve finále běhu na 4 × 400 metrů skončila štafeta USA, jejímž byl členem, na druhém místě. Vytvořil postupně pět světových rekordů: na 1000 metrů 2:20,8 v roce 1953 a čtyři na yardových tratích.
Po skončení sportovní kariéry působil v Africe jako vyslanec dobré vůle a jako trenér pomáhal místním sportovcům. Například na přelomu sedmdesátých a osmdesátých let působil jako hlavní poradce etiopských vytrvalců a do okruhu jeho svěřenců v té době patřil i dvojnásobný olympijský vítěz z her v roce 1980 v Moskvě Miruts Yifter.